# Glänzende Waldschabe
Die Glänzende Waldschabe (Ectobius lucidus) ist eine Art der zu den Schaben gehörenden Waldschaben. Die ursprünglich in Südwest- bis Westeuropa beheimatete Art wurde auch nach Nordamerika eingeschleppt. Die Tiere sind nicht wie manche andere Schaben als Vorratsschädlinge bekannt.

## Merkmale
Männchen
Die Vorderflügellänge beträgt circa 11 mm. Die Halsschildscheibe ist nie ganz dunkel, sondern unterschiedlich aufgehellt und zuweilen ganz hell goldbraun. Die Drüsengrube ist im Umriss mehr oder weniger queroval, flach und am Boden mit zerstreut stehenden Haaren bedeckt.
Weibchen
Die Vorderflügel sind weniger stark verkürzt und die Vorderflügellänge beträgt mindestens 6 mm. Die Halsschildscheibe ist einheitlich oder gemischt dunkel bis goldbraun gefärbt, in der Mitte immer mit einem gelblichen verkehrt y-förmigen Makel. An der Seite der Deckflügel befinden sich dunkle Flecken. Die Oothek besitzt 17 starke Längsleisten.

## Ähnliche Arten
Männchen
Bei den Männchen der ähnlichen Dunklen Waldschabe (Ectobius sylvestris) ist die Halsschildscheibe ganz dunkel und nie aufgehellt. Die Drüsengruben sind im Umriss mehr oder weniger rundlich, sonst aber wie bei der Glänzenden Waldschabe. Die Dunkle Waldschabe ist etwas kleiner, mit Vorderflügellängen von etwa 10 mm. Bei den anderen mitteleuropäischen Ectobius-Arten ist die Halsschildscheibe nicht ungefähr sinusförmig mit deutlichen Hinterecken und seitlich scharf begrenzt, sondern rundlich. Auch besitzen die anderen Arten immer ein Schüppchenareal auf der Dorsalseite der Styli, während E. lucidus und E. sylvestris hier zwar zerstreut stehende Haare, aber keine Schüppchen aufweisen.
Weibchen
Bei den Weibchen der ähnlichen Dunklen Waldschabe (Ectobius sylvestris) ist der Halsschild überwiegend gleich gestaltet, jedoch nie mit einem gelblichen Makel in der Mitte ausgestattet. Die stark verkürzten Vorderflügel sind maximal 5,5 mm lang und meist mit einigen dunklen Flecken. Bei den anderen mitteleuropäischen Ectobius-Arten ist der Scheitel zwischen den Augen vorne auch nicht dunkel mit einer dahinter anschließenden hellen Querbinde, sondern ohne eine solche Querbinde. Die Oothek weist auch keine 17 starken Längsleisten auf, sondern ist entweder glatt, fein längsgestreift oder mit Längsleisten versehen.

## Verbreitung
Die ursprünglich in Europa verbreitete Art wurde auch nach Nordamerika verschleppt.
In Europa lebt sie von den Pyrenäen über weite Teile Frankreichs (mit Ausnahme des Nordwestens und äußersten Nordostens) bis nach Ligurien, Belgien, Luxemburg und das westlichste Deutschland. Ein vereinzelter Fund ist auch aus dem Nordwesten Spaniens bekannt.
In Deutschland lebt die Art im Nordwesten bis zum Rhein an warmen Stellen und ist dort relativ häufig, östlich kommt die Art bis Marburg vor. Im Südwesten von Baden-Württemberg lebt die Art an warmen Hängen und lebt hier östlich bis Ulm.
In Nordamerika wurde die Art ungefähr 1999 eingeführt und lebt im Nordosten der Vereinigten Staaten und im Südosten Kanadas, genauer um die Georgian Bay des Huronsees, den Ontariosee und den Lac Saint-Pierre.

## Lebensraum
Die Art lebt an warmen Hängen und entlang von Waldrändern und findet sich hier auf Laub, Baumstümpfen, Baumstämmen und in der Laubstreu.

## Gefährdung
In Deutschland steht die Art auf der Vorwarnliste (RL V) der Roten Liste.

## Lebensweise
Die Art wird meistens zwischen April und August beobachtet und kommt häufig gemeinsam mit der Dunklen Waldschabe (Ectobius sylvestris) vor. Der Lebenszyklus ist zweijährig, die Eier und späten Nymphenstadien überwintern in der Laubstreu.

## Taxonomie
Die Art wurde vom Schweizer Entomologen Jacob Johann Hagenbach 1822 als Blatta lucida erstbeschrieben. Weitere Synonyme lauten:
- Ectobius fernandesi Harz, 1975
- Ectobius ferrum-equinum Hagenbach, 1822
- Ectobius helvetica Hagenbach, 1822
- Ectobius picta Adelung, 1917